# Alexander Dierks

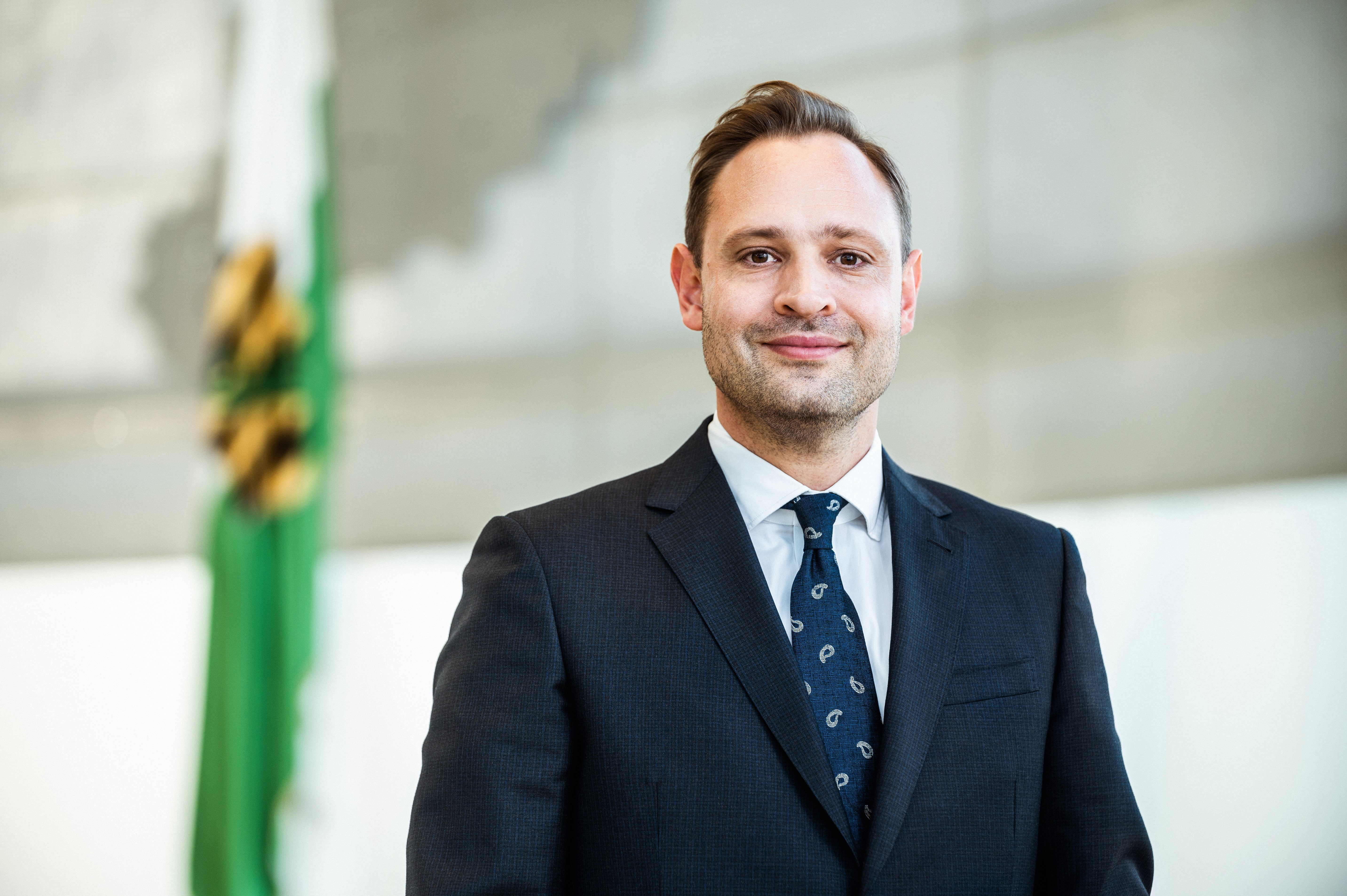
Alexander Dierks im Plenarsaal des Sächsischen Landtags vor der Sachsenflagge

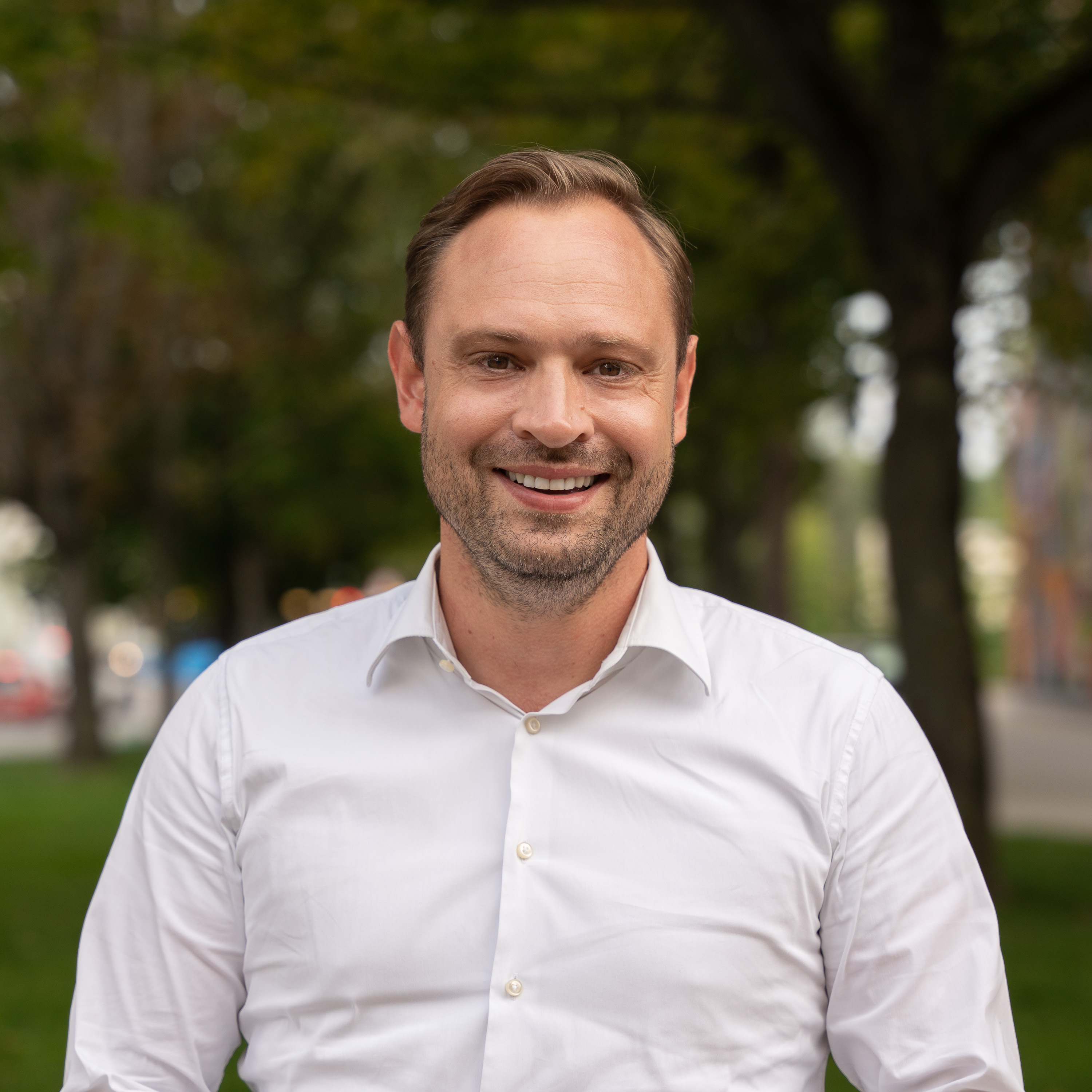
Alexander Dierks (2023)

Alexander Dierks (* 2. Oktober 1987 in Bietigheim-Bissingen) ist ein deutscher Politiker (CDU). Seit 2024 ist er Präsident des Sächsischen Landtags, dem er seit 2014 als Abgeordneter angehört. Von 2017 bis 2024 war er Generalsekretär des CDU-Landesverbandes Sachsen. 

## Studium und Einstieg in die Politik
Dierks wurde in Baden-Württemberg geboren, lebt aber seit seiner Kindheit in Sachsen. Nachdem er 2006 am Gymnasium Dresden-Klotzsche das Abitur abgelegt hatte, musste er keinen Wehrdienst oder Zivildienst leisten. Er studierte European Studies (Bachelor of Arts) und schloss das Studium Politik in Europa (Master of Arts) an der Technischen Universität Chemnitz ab. Er trat 2004 der Jungen Union (JU) bei und war vom 22. Januar 2011 bis zum 10. Dezember 2017 Landesvorsitzender der JU Sachsen und Niederschlesien. Er war außerdem von 2008 bis 2011 Kreisvorsitzender der Jungen Union Chemnitz. 2008 wurde er Mitglied der CDU. Er wurde im Jahr 2013 Landesvorstandsmitglied und stellvertretender Kreisvorsitzender der CDU Chemnitz. Von 2013 bis zu seiner Wahl in den sächsischen Landtag war er als wissenschaftlicher Mitarbeiter und Büroleiter des Bundestagsabgeordneten Carsten Körber (CDU) tätig. 
Auf dem Landesparteitag am 9. Dezember 2017 wurde Dierks mit 83,3 % der Delegiertenstimmen zum Generalsekretär der CDU Sachsen gewählt. 2019, 2021 und 2023 wurde er in dem Amt bestätigt, zuletzt mit 87 %. Er amtierte bis zum 9. November 2024. Er wurde von Tom Unger abgelöst.
Dierks lebt in Chemnitz.

## Wahlämter
Seit den Kommunalwahlen in Sachsen im Mai 2014 war er Chemnitzer Stadtrat. Er verlor das Mandat bei den Kommunalwahlen im Mai 2019.
Bei der Landtagswahl in Sachsen am 31. August 2014 trat er als Direktkandidat der CDU im Wahlkreis Chemnitz 2 an und wurde mit 32,39 % der Stimmen über das Direktmandat in den Sächsischen Landtag gewählt.
Dierks ist dort jugend- und sozialpolitischer Sprecher der sächsischen CDU-Landtagsfraktion, Vorsitzender des Arbeitskreises für Soziales und Gesellschaftlichen Zusammenhalt der CDU-Landtagsfraktion und Mitglied des Landesjugendhilfeausschusses, seit 2019 dessen Vorsitzender. Daneben ist er Mitglied des Ausschusses für Inneres und Sport und des Ausschusses für Soziales und Gesellschaftlichen Zusammenhalt des Landtages. 
Bei der Landtagswahl in Sachsen 2019 wurde er im Wahlkreis Chemnitz 2 mit 29,8 Prozent der Direktstimmen wiederum zum Wahlkreisabgeordneten gewählt.
Nach der Landtagswahl am 1. September 2024, bei der er sein Direktmandat verteidigte, wurde er von der CDU-Fraktion als größter Landtagsfraktion als Kandidat für das Amt des Landtagspräsidenten nominiert. Bei seiner Wahl am 1. Oktober 2024 erhielt er 97 von 119 möglichen Stimmen.